# Rio Uraricaá
Rio Uraricaá är ett vattendrag i Brasilien.   Det ligger i delstaten Roraima, i den nordvästra delen av landet, 2 600 km nordväst om huvudstaden Brasília.
I omgivningarna runt Rio Uraricaá växer i huvudsak städsegrön lövskog. Trakten runt Rio Uraricaá är nära nog obefolkad, med mindre än två invånare per kvadratkilometer.